# Gummi
Gummi è una città della Repubblica Federale della Nigeria appartenente allo stato di Zamfara. 
È capoluogo dell'omonima area a governo locale (local government area) che si estende su una superficie di 2.610 km² e conta una popolazione di 204.539 abitanti.